# Holger Löwenadler
Holger Carl Minton Löwenadler (født 1. april 1904 i Jönköping, død 18. juni 1977) var en svensk skuespiller, der medvirkede i mere end 70 film mellem 1932 og 1977.

## Udvalgt filmografi
- Landskamp (1932)
- Kvinderne omkring Larsson (1934)
- Skærgårdsflirt (1935)
- En pige kommer til byen (1937)
- Mors tossede dreng (1937)
- Stærkere magter (1940)
- Lev farligt (1944)
- Pigen og løjtnanten (1946)
- Sømandstøsen (1947)
- Jorden drager (1948)
- Hjerter knægt (1950)
- Fraskilt (1951)
- Foreign Intrigue (tv-serie, 1952-1953)
- Barabbas (1953)
- Ægtefolk (1955)
- Sovekammertyven (1959)
- Topaze (tv-film, 1963)
- Heja Roland! (1966)
- Her har du dit liv (1966)
- Jeg er nysgerrig (1967, ukrediteret)
- Manden, som holdt op med at ryge (1972)
- Håndlangeren (1974)
- Paradishuset (1977)